# Microdonacia
Microdonacia es un género de insecto coleóptero de la familia Chrysomelidae.

## Especies
Las especies de este género son:
- Microdonacia bidentata Reid, 1992
- Microdonacia eucryphiae Reid, 1992
- Microdonacia grevilleae Reid, 1992
- Microdonacia incurva Reid, 1992
- Microdonacia octodentata Reid, 1992
- Microdonacia pilosa Reid, 1992
- Microdonacia pomaderris Reid, 1992